# 天主教卡斯泰洛城教區
天主教卡斯泰洛城教區（拉丁語：Dioecesis Civitatis Castelli o Tifernatensis）是天主教會在義大利的一個教區。屬佩魯賈-皮耶韋城總教區。
教區第一位有文獻記載的主教出現於465年。教區包括佩魯賈省北部六市。2006年有教友58,900人，佔轄區總人口98.1%。教區下轄六十個堂區，有七十一名司鐸。現任教區主教為道明·坎奇安。